# 京华烟云
《京華煙雲》（Moment in Peking，又译作《瞬息京华》）是中華民國作家林語堂以英語創作的歷史小說，也是林语堂的首部小说，于1939年11月出版。本書描寫1900年至1938年中國歷經的庚子事变、辛亥革命、洪憲帝制、軍閥当政，記載民族主義及共產主義的崛起，以及抗日戰爭的发端之时動盪不安的局面。

## 創作背景
因為中國二十世紀初紛擾戰亂不斷，所以林語堂並未摻雜太多個人評論於角色。因為在那時代，沒有絕對的好與壞。每個角色都帶有一絲理智、真實，同時也含有不理性。林在序言裡也提到，這本小說只是個關於人們如何生存以及思考模式如何形成的故事。最重要的是，當時的人們如何適應世俗的大環境和反抗上帝的規則。
雖然林語堂沒有明確的表露出對日本人的憎惡，他卻透過書中角色以現實狀況反應出中國人對日本入侵中國的過往感到仇恨。本書以扣人心弦的高潮結尾，使讀者希望主角能由戰亂頻繁的沿海地帶逃亡至不受戰火波及的內陸。
1935年，賽珍珠支持《吾國與吾民》的出版。1935年8月，林語堂去了紐約，出版更加暢銷的《生活的藝術》。1938年林语堂到達巴黎，完成《京華煙雲》。

## 軼事
書中所提之人物有不少是真人真事，如：傅先生即乃中國近代學者傅增湘，書中那位在戲院裡和外國人吵架的辜姓哲學家即清末民初狂士辜鴻銘。另外還有在十九章提到的翻譯名家林琴南也是確有其人。

## 作品翻譯
1940年，林語堂以此書榮獲諾贝爾文學獎提名。《京華煙雲》亦獲選為「每月讀書會」十二月特別推薦書，為最自豪的作品。
林語堂起先屬意由浪漫派詩人郁達夫從事中文版翻譯工作，但是郁達夫只完成第一章便於日軍入侵行動中於蘇門答臘身亡。郁達夫之子郁飛繼承父親遺願，于1991年完成富有老北京口語的版本《瞬息京華》，然並未被讀者廣為接受，現在市面流行的版本乃是張振玉翻譯的《京華煙雲》。
2023年，台灣好讀出版社獲林語堂家屬授權重新翻譯出版。
- 《北京歷日》，藤原邦夫日譯，東京明窗社，1940年
- 《京華煙雲》，鄭陀、應元傑譯，上海光明書局，1941年
- 《京華煙雲》，鄭陀、應元傑譯，文光圖書有限公司，1962年
- 《京華煙雲》，鄭陀、應元傑譯，遠景出版，1976年
- 《京華煙雲》，張振玉譯，德華出版社，1977年
- 《京華煙雲》，張振玉譯，金蘭文化出版社，1984年
- 《京華煙雲》，張振玉譯，吉林時代文藝出版，1987年
- 《京華煙雲》（上下冊），鄭陀、應元傑譯，風雲時代出版公司，1989年
- 《瞬息京華》，郁飛譯，長沙湖南文藝出版，1991年
- 《京華煙雲》，張振玉譯，陝西師範大學出版社，2005年
- 《京華煙雲》，張振玉譯，天地圖書，2006年
- 《京華煙雲》，張振玉譯，群言出版社，2009年
- 《京華煙雲》（上中下三冊，副題瞬息、京華、煙雲），王聖棻、魏婉琪譯，好讀出版社，2023年

## 改编作品
- 1988年由趙雅芝所主演，於台灣中華電視公司播出的《京华烟云》。
- 2005年由趙薇主演，於中國大陸中国中央电视台及台灣民間全民電視公司播出的《京華煙雲》。
- 2014年由李晟主演，於中國中央電視台播出的《新京華煙雲》。